# Kleine Pinselschwanz-Baummaus
Die Kleine Pinselschwanz-Baummaus (Chiropodomys pusillus) ist ein Nagetier in der Unterfamilie der Altweltmäuse (Murinae), das auf Borneo vorkommt.

## Taxonomie
Das Taxon Chiropodomys pusillus wurde längere Zeit als Synonym der Indomalayischen Pinselschwanz-Baummaus (Chiropodomys gliroides) geführt. Aufgrund abweichender Körperdimensionen, wie kurze Ohren und kurze Füße, erhielt die Population 2005 von Guy G. Musser und Michael D. Carleton den Status einer Art. Zusätzlich ist die Kleine Pinselschwanz-Baummaus geografisch von den anderen Populationen der Indomalayische Pinselschwanz-Baummaus getrennt. Zur Bestätigung dieser taxonomischen Einteilung sind genetische Studien notwendig.

## Merkmale
Mit einer Kopf-Rumpf-Länge von 69 bis 77 mm und einer Schwanzlänge von 81 bis 96 mm ist die Art kleiner als Chiropodomys gliroides, jedoch nicht das kleinste Gattungsmitglied auf Borneo. Die Hinterfüße sind 16 bis 17 mm lang und die Länge der Ohren beträgt 11 bis 13 mm. Gewichtsangaben fehlen. Das kurze, weiche und dichte Fell ist oberseits hell rotbraun mit dunklen Bereichen auf dem Kopf sowie auf der Rückenmitte. Weiterhin sind die Außenseiten an Armen und Beinen dunkler. Die Art hat graue Hand- und Fußgelenke sowie weiße Finger und Zehen. Der große Zeh trägt einen Fußnagel, während die anderen Zehen mit leicht gebogenen Krallen ausgerüstet sind. Der gut behaarte Schwanz ist braun und an der Schwanzspitze bilden lange Haare den namensgebenden Pinsel. Die Kleine Pinselschwanz-Baummaus hat eine weiße Unterseite vom Kinn bis zum Anus.
Der Kopf ist durch große Augen, kleine ovale Ohren mit feinem und fast unsichtbarem Haarkleid sowie durch lange schmale Vibrissen gekennzeichnet. Dunkle Stellen, die als Gesichtsmaske gedeutet werden könnten, kommen nicht vor.

## Verbreitung und Lebensweise
Exemplare der Art konnten weit verstreut über Borneo registriert werden, was vermuten lässt, dass sie auf der ganzen Insel beheimatet ist. Im Umfeld des Berges Kinabalu erreicht die Kleine Pinselschwanz-Baummaus eine Höhe von 1.220 Metern. Sie lebt in ursprünglichen und veränderten Wäldern, wo sie auf Bäumen klettert. Typische Bäume der Region zählen zu den Flügelfruchtgewächsen mit vereinzelten Buchengewächsen.
Weitere Angaben zur Lebensweise liegen nicht vor. Möglicherweise ist die Art, wie die Indomalayische Pinselschwanz-Baummaus auf Bambus spezialisiert.

## Gefährdung
Waldrodungen wirken sich vermutlich negativ auf den Bestand aus. Andererseits nahm die Anzahl und Größe von Schutzgebieten seit den 1970er Jahren auf Borneo zu. Die IUCN listet die Kleine Pinselschwanz-Baummaus mit ungenügender Datenlage (Data Deficient).